# Elias Mentzel
Elias Mentzel (15 februari 1985) is een Vlaamse regisseur/acteur. Elias is de zoon van de Vlaamse actrice Greet Rouffaer en regisseur Horst Mentzel. Mentzel studeerde filmregie aan het Rits in Brussel.

## Rollen
- Kassablanka (2002) - Lars
- Sprookjes (2004) - Prins
- Suspect (2005) - Jimmy Vandevyver
- Aspe (2007) - Hoog Spel: David de Bock

## Langspeelfilm
- Mixed Kebab (2010) - Casting coördinator
- Girl With 9 Wigs/Heute bin ich blond - Setopnameleider

## Kortfilms
- Venganza y Madre (2007) - Regie/Scenario/Montage
- Wahnsinn (2007) - Regie/Scenario/Montage
- Mi Dios (2008) - Camera/Montage
- Endscheidung (2008) - Regie/Scenario
- Eenzaam in de Massa (2009) - Regie/Scenario/Montage
- Border of Time (2010) - Productie/Montage

## Televisie
- Lisa - Regisseur
- LikeMe - Regisseur
- Familie - Regisseur
- Skilz (Seizoen 2) - Regisseur
- Binnenstebuiten - Regisseur
- Parade's End - 3rd Assistant Director

## Videoclips
- Tim Vanhamel "Living the way you should" (2008) - Camera/Montage
- Dean Dellanoit "My Desire" (2009) - Regie/Montage
- The Ditch "When Blood Runs Cold" (2010) - Camera
- Dean Dellanoit "Someday" (2010) - Regie/Montage